# Proces wyższego dowództwa

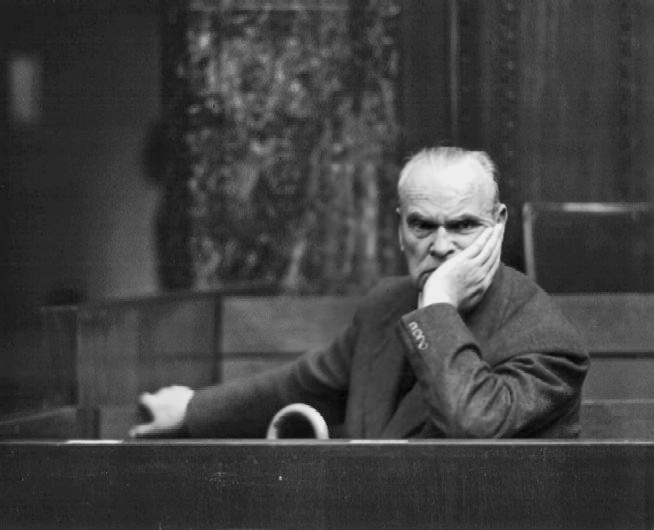
Hugo Sperrle podczas procesu

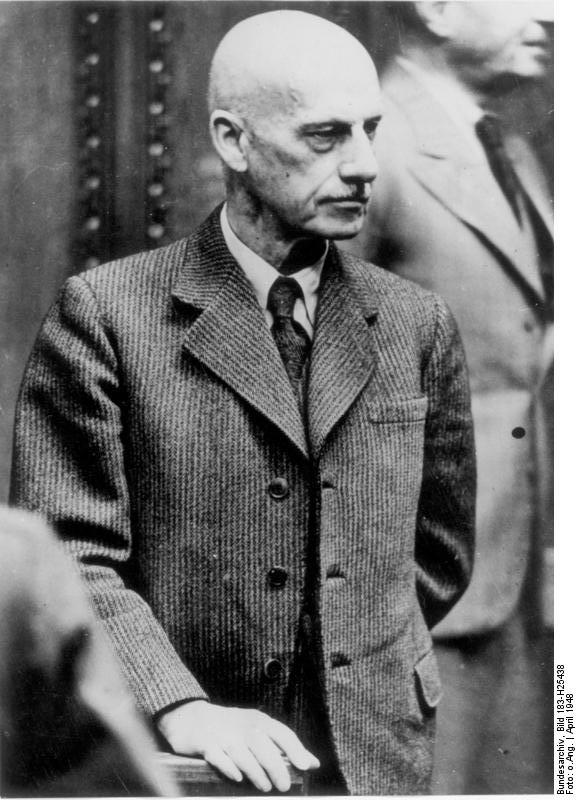
Wilhelm von Leeb

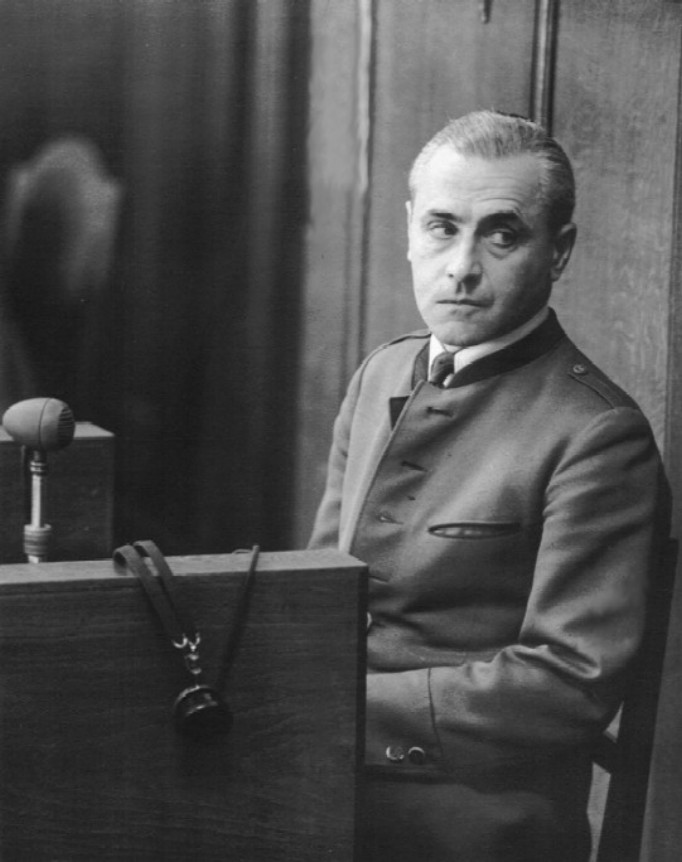
Walter Warlimont

Proces wyższego dowództwa (oficj. proces USA vs. Wilhelm von Leeb i inni) – ostatni z 12 procesów norymberskich przeprowadzonych przed Amerykańskimi Trybunałami Wojskowymi po zakończeniu głównego procesu zbrodniarzy wojennych przed Międzynarodowym Trybunałem Wojskowym w Norymberdze. Na ławie oskarżonych zasiedli przedstawiciele najwyższych władz wojskowych III Rzeszy. Proces odbył się w dniach 30 grudnia 1947 – 28 października 1948. Wcześniej, podczas głównego procesu w Norymberdze, OKW (Oberkommando der Wehrmacht, czyli najwyższe dowództwo Wehrmachtu) zostało uwolnione od zarzutu bycia organizacją przestępczą.

## Sędziowie
Jako przewodniczący zasiadał John C. Young, jako sędziowie członkowie składu sędziowskiego Winfield B. Hale i Justin W. Harding.

## Oskarżeni
Wśród 14 oskarżonych znaleźli się najwyższej rangi feldmarszałkowie i generałowie hitlerowskiego Wehrmachtu i naczelnego dowództwa oraz jeden admirał Kriegsmarine (marynarki wojennej, był nim Otto Schniewind). Na ławie oskarżonych znaleźli się m.in. gen. Hermann Reinecke (szef Biura Jeńców Wojennych w ramach OKW, odpowiedzialny za zbrodnicze traktowanie jeńców radzieckich i polskich oraz szef NSFO, czyli politycznej propagandy nazistowskiej w niemieckiej armii), gen. Walter Warlimont (zastępca szefa sztabu Wehrmachtu), gen. Rudolf Lehmann (prawnik współodpowiedzialny za opracowanie osławionych rozkazów o zabijaniu komisarzy bolszewickich, o mordowaniu alianckich komandosów oraz innych zbrodniczych rozkazów w trakcie wojny), gen. Georg-Hans Reinhardt (odpowiedzialny za liczne zbrodnie wojsk niemieckich w czasie tłumienia powstania warszawskiego) czy feldmarszałek Wilhelm von Leeb (odpowiedzialny za zbrodnie przeciwko ludzkości podczas kampanii w ZSRR oraz podczas pełnienia funkcji ministra transportu). Gen. Johannes Blaskowitz (m.in. szef administracji wojskowej w okupowanej Polsce) popełnił samobójstwo w trakcie trwania procesu (8 lutego 1948). Dwaj inni najwyżsi oficerowie Wehrmachtu, feldmarszałek Wilhelm Keitel i gen. Alfred Jodl, zostali za swoje zbrodnie osądzeni przez Międzynarodowy Trybunał Wojskowy w Norymberdze, skazani na karę śmierci i straceni.

## Zarzuty
Zarzuty objęły planowanie i udział w dokonaniu zbrodni przez hitlerowskie siły zbrojne w państwach okupowanych w trakcie trwania II wojny światowej. W szczególności zarzuty sprowadzały się do planowania i organizowania wojny agresywnej z pogwałceniem obowiązujących umów międzynarodowych, popełnienia zbrodni wojennych (przez zabijanie i maltretowanie jeńców wojennych i żołnierzy alianckich) oraz dopuszczenia się zbrodni przeciw ludzkości (przez mordowanie, maltretowanie, deportowanie i branie jako zakładników ludności cywilnej krajów okupowanych). Wszyscy oskarżeni zostali uniewinnieni z zarzutu planowania wojny agresywnej, gdyż Trybunał stwierdził, iż nie mieli oni wpływu na politykę państwa i wykonywali w tym zakresie rozkazy zgodnie z prawem międzynarodowym.

## Wyrok
Z 13 oskarżonych (bez Blaskowitza) jedenastu zostało skazanych na kary pozbawienia wolności od dożywocia do 3 lat, a dwóch uniewinniono od wszystkich zarzutów. Wszystkim skazanym zaliczono na poczet kary okres przebywania w więzieniu przed i w trakcie procesu (liczony od 7 kwietnia 1945).
Wyrok Amerykańskiego Trybunału Wojskowego w tzw. procesie wyższego dowództwa:
1. Hermann Reinecke – dożywocie
2. Walter Warlimont – dożywocie
3. Georg von Küchler – 20 lat pozbawienia wolności
4. Hans von Salmuth(inne języki) – 20 lat pozbawienia wolności
5. Karl von Roques – 20 lat pozbawienia wolności
6. Hermann Hoth – 15 lat pozbawienia wolności
7. Georg-Hans Reinhardt – 15 lat pozbawienia wolności
8. Otto Wöhler(inne języki) – 8 lat pozbawienia wolności
9. Rudolf Lehmann(inne języki) – 7 lat pozbawienia wolności
10. Karl-Adolf Hollidt – 5 lat pozbawienia wolności
11. Wilhelm von Leeb – 3 lata pozbawienia wolności
12. Hugo Sperrle – uniewinniony
13. Otto Schniewind – uniewinniony
14. Johannes Blaskowitz – popełnił samobójstwo 8 lutego 1948

## Kara
Leeb został zwolniony z więzienia po zakończeniu procesu. Von Roques zmarł w więzieniu 24 grudnia 1949 roku. W grudniu 1949 roku zwolniono Hollidta, w 1951 Wöhlera, w 1952 Reinhardta, a w 1953, z powodów zdrowotnych, von Küchlera (wcześniej, w 1951 roku obniżono mu karę do 12 lat pozbawienia wolności). W 1951 roku zmniejszono kary Warlimontowi (na 18 lat pozbawienia wolności) i von Salmuthowi (na 12 lat pozbawienia wolności). Warlimont i Hoth zostali zwolnieni w 1954 r.